# Alfons Kupka
Alfons Kupka (ur. 12 października 1931 w Ciasnej k. Lublińca, zm. 8 listopada 2018 w Lublińcu) – polski duchowny katolicki i architekt, były prowincjał Polskiej Prowincji Misjonarzy Oblatów Maryi Niepokalanej (OMI), założyciel i długoletni redaktor naczelny dwumiesięcznika „Misyjne Drogi”, poliglota, wykładowca.

## Życiorys
W 1938 rozpoczął naukę w szkole podstawowej w Ciasnej k. Lublińca. W 1945 wstąpił do Niższego Seminarium Duchownego Misjonarzy Oblatów MN w Lublińcu, a w 1949 do nowicjatu zgromadzenia w Markowicach. W 1950, po złożeniu pierwszych ślubów zakonnych, rozpoczął studia filozoficzno-teologiczne w seminarium w Obrze. 23 października 1955 otrzymał w Obrze święcenia kapłańskie z rąk bp. Herberta Bednorza. W latach 1957–1963 studiował architekturę na Politechnice Gdańskiej. W latach 1963–2001 był wykładowcą historii sztuki i konserwacji zabytków w WSD Obrze. W 1968 został radnym Polskiej Prowincji Zgromadzenia Oblatów, a w latach 1974–1980 był jej prowincjałem. Po zakończeniu pracy jako prowincjał, w 1980 podjął starania o możliwość wydawania „Misyjnych Dróg”, zakończone sukcesem w 1983. Był ich redaktorem naczelnym do roku 2011.
Jest autorem projektów i realizacji wielu kościołów i klasztorów. Zafascynowany modernizmem w architekturze i budując zgodnie z założeniami tego nurtu w: Polsce, Białorusi, Ukrainie, Niemczech, Szwecji, Kanadzie, Kamerunie i na Madagaskarze, w swoich pracach architektonicznych, przeznaczonych do krajów misyjnych, potrafił zaakcentować miejscową kulturę. Przykładem jego działalności architektonicznej jest sanktuarium Matki Bożej Rodzicielki w Figuil w Kamerunie, zbudowane na planie tamtejszego typowego gospodarstwa rodzinnego, a kościół w Obuchowie na Ukrainie, którego odbudową kierował, zachował charakter neoklasycystyczny, nadany mu przez pierwszych budowniczych – tamtejszych Polaków – w latach trzydziestych XX w.